# Quyền Anh tại Đại hội Thể thao Bán đảo Đông Nam Á 1973
Quyền Anh tại Đại hội Thể thao Bán đảo Đông Nam Á năm 1973 diễn ra từ ngày 4 đến 7 tháng 9 năm 1973 tại khuôn viên Trạm Cảnh sát Dự trữ Kentonmen, Queenstown, Singapore. Môn thi đấu này quy tụ các vận động viên nam tranh tài ở 9 hạng cân từ light-flyweight đến middleweight. Đoàn thể thao Thái Lan thống trị môn thể thao này khi danh đến 8 trên 9 huy chương vàng của bộ môn này. Huy chương vàng còn lại thuộc về đoàn chủ nhà Singapore.

## Tóm tắt kết quả
| Hạng cân           | Vàng               | Bạc              | Đồng                       |
| ------------------ | ------------------ | ---------------- | -------------------------- |
| Light-flyweight    | Likhasit Prathorn  | Syed Abdul Kadir | Tin Shwee Phan Văn Quyền   |
| Flyweight          | Maitri Netmanee    | Dawla Vanlal     | Tan Suan Ngoh Ahmad Majid  |
| Bantamweight       | Dorn Namvichit     | Zulkifli Hassan  | Pha Kong Mohd. Ramdzan     |
| Featherweight      | Cyril Jeeris       | Ye Aung          | Soth Sun Suparp Sriasuvarn |
| Light-welterweight | Vichit Praianan    | Aung Myint       | Hashim Masud Rahmad Razali |
| Welterweight       | Boonsong Mansri    | Long Savoem      | Chan Kin Ho Win Maung      |
| Lightweight        | Charlemchai Dumkum | D. Loganathan    | Chaisavat                  |
| Light-middleweight | Rabieb Sangnual    | Tay Ek Piow      |                            |
| Middleweight       | Prajak Hirunat     | M. Selveekam     |                            |

## Bảng huy chương
| Hạng               | Đoàn               | Vàng | Bạc | Đồng | Tổng số |
| ------------------ | ------------------ | ---- | --- | ---- | ------- |
| 1                  | Thái Lan (THA)     | 8    | 0   | 1    | 9       |
| 2                  | Singapore (SIN)    | 1    | 4   | 3    | 8       |
| 3                  | Myanmar (MYA)      | 0    | 3   | 2    | 5       |
| 4                  | Malaysia (MAS)     | 0    | 1   | 3    | 4       |
| 5                  | Campuchia (KHM)    | 0    | 1   | 2    | 3       |
| 6                  | Việt Nam (VNM)     | 0    | 0   | 1    | 1       |
| Tổng số (6 đơn vị) | Tổng số (6 đơn vị) | 9    | 9   | 12   | 30      |